# Овсянниково (деревня, Дмитровский городской округ)
Овсянниково — деревня в Дмитровском районе Московской области, в составе сельского поселения Якотское. Население — 5 чел. (2010). До 2006 года Овсянниково входило в состав Якотского сельского округа.

## Расположение
Деревня расположена в северо-восточной части района, примерно в 7 км к северо-востоку от Дмитрова, на возвышенности Клинско-Дмитровской гряды, на правом берегу безымянного левого притока Якоти, высота центра над уровнем моря 178 м. Ближайшие населённые пункты — Посёлок совхоза «Будённовец» на западе, Постниково на юго-западе, Михайловское на восток-северо-восток, Власково на северо-востоке и Торговцево на северо-западе.

## Население
| 2002 | 2006 | 2010 |
| ---- | ---- | ---- |
| 0    | →0   | ↗5   |